# Mégalithisme au Proche-Orient
Le mégalithisme au Proche-Orient est un mégalithisme essentiellement funéraire. Les monuments sont le plus souvent concentrés dans de vastes nécropoles. Le phénomène mégalithique de cette région est désormais considéré comme un phénomène indépendant du mégalithisme européen, et, loin d'en être à l'origine comme cela fut envisagé dans les théories antérieures aux années 1950, il est désormais admis qu'il s'y est développé plus tardivement, durant l'âge du Bronze alors que le mégalithisme européen date très largement du Néolithique. 
Malgré une homogénéité architecturale assez forte, rien ne permet d'affirmer que le phénomène résulte d'une unique culture qui se serait développée au Proche-Orient durant plus d'un millénaire.

## Typologie
C'est un mégalithisme essentiellement funéraire correspondant à des monuments de type dolmens et chambres sous tumulus. Les autres mégalithes recensés sont des pierres levées monumentales, de type menhirs, peu fréquentes (un peu plus d'une trentaine de menhirs sur une dizaine de sites différents, dont 18 sur le site de Lejjun) et quelques sites uniques en leur genre (Atlit Yam, Rujm el-Hiri).

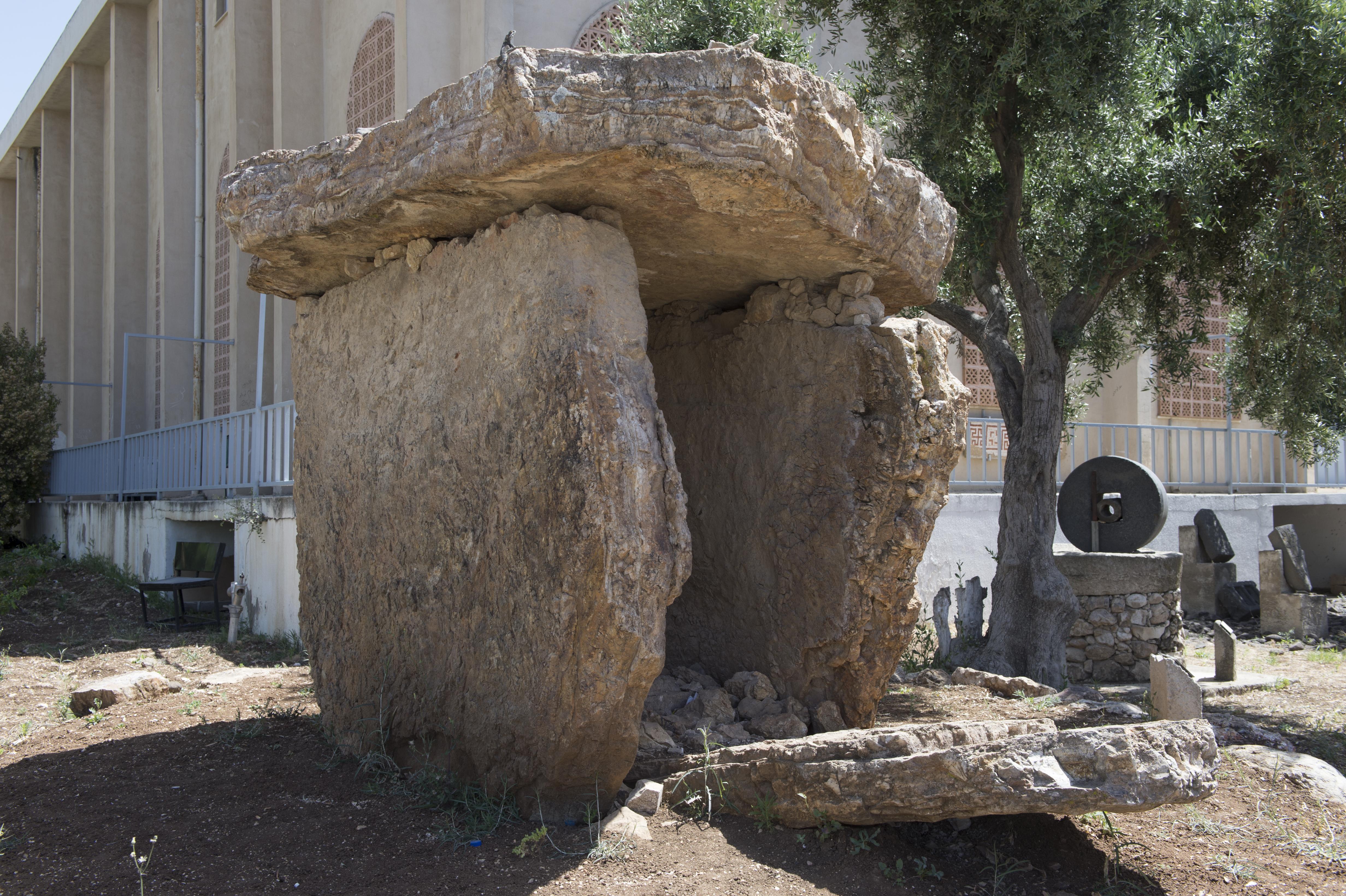
Dolmen de Kufr Youba déplacé au musée d'Irbid (Jordanie).

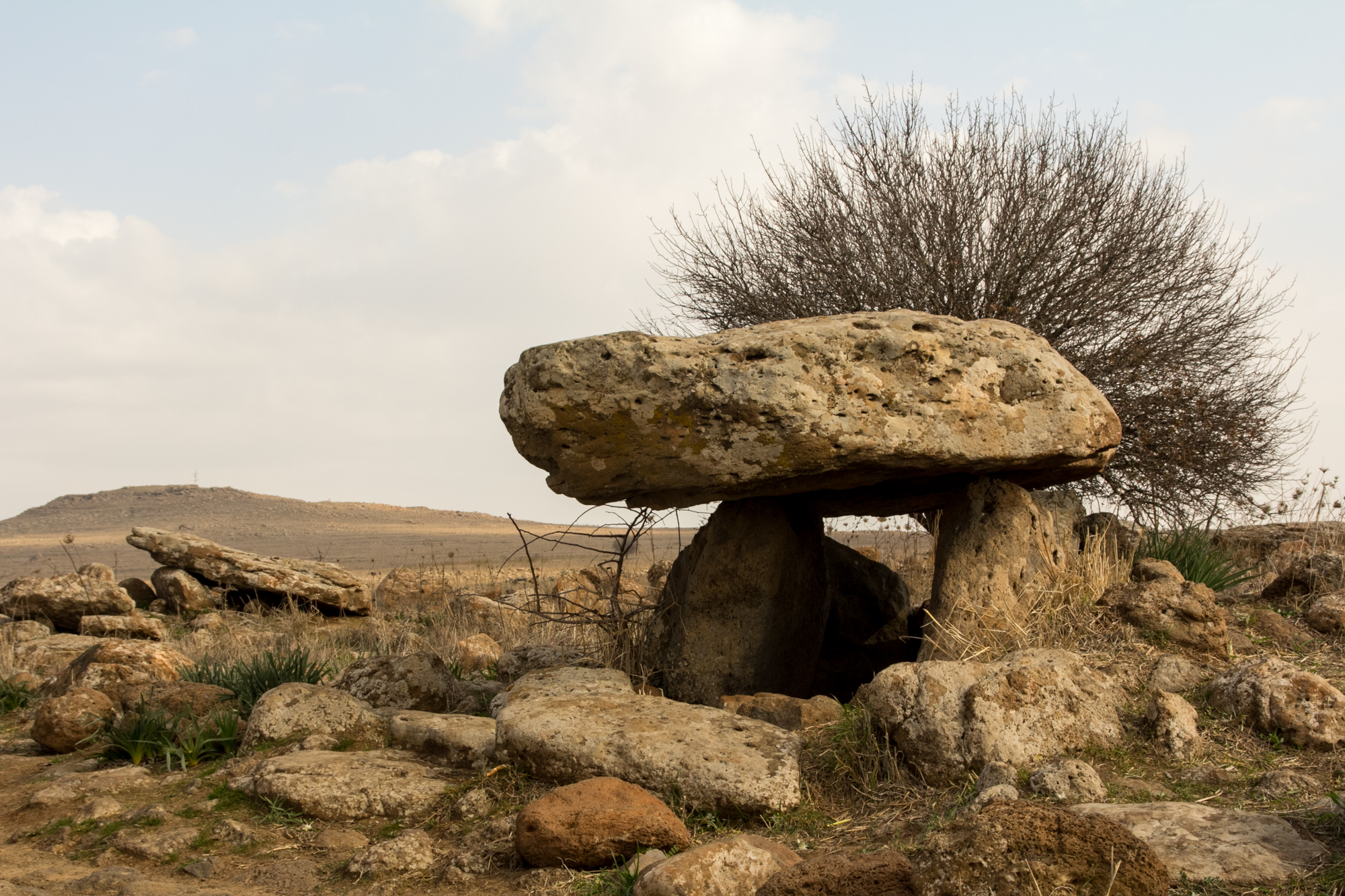
Dolmen à Gamla (Plateau du Golan).

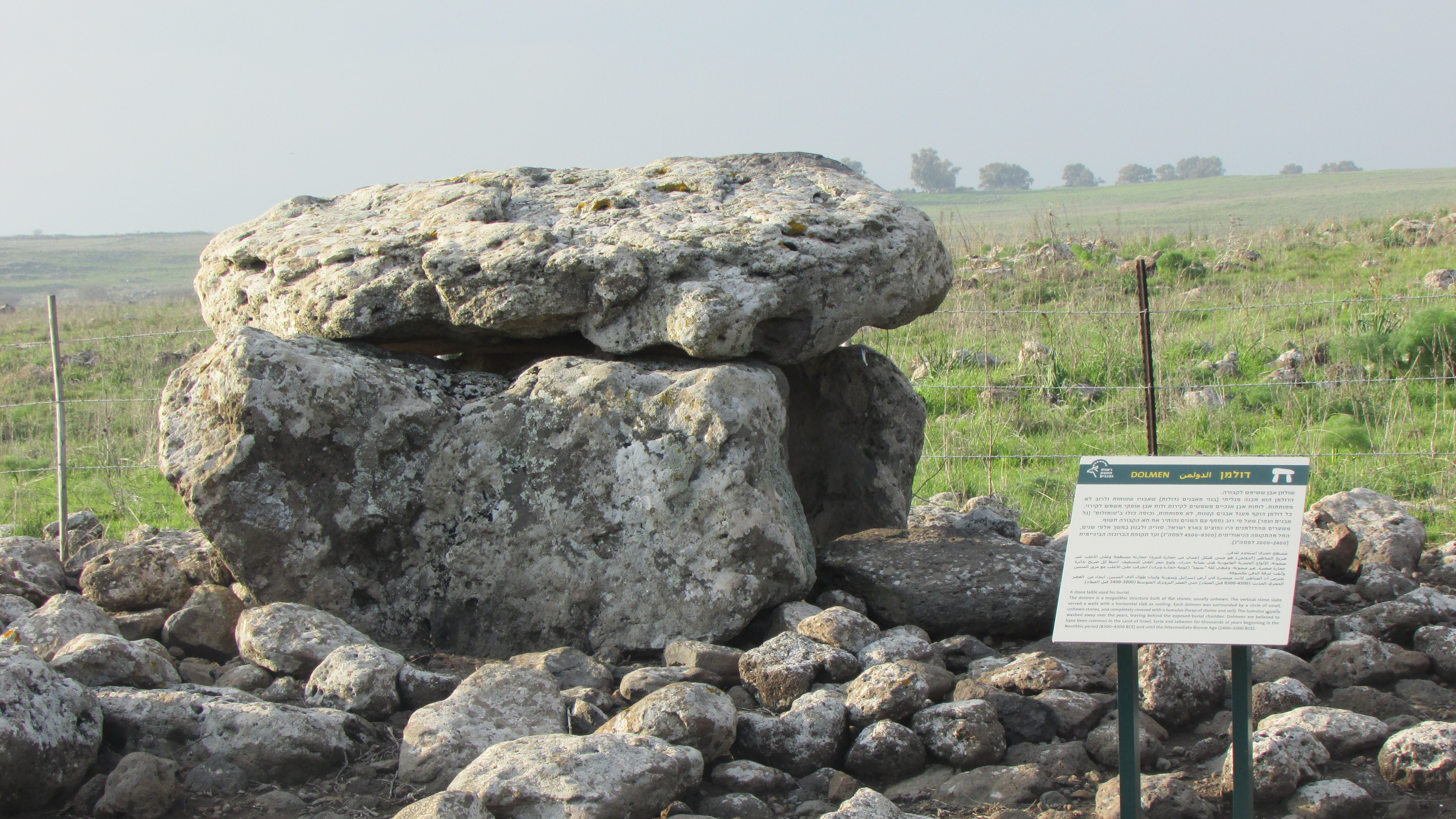
Dolmen à Gamla (Plateau du Golan).

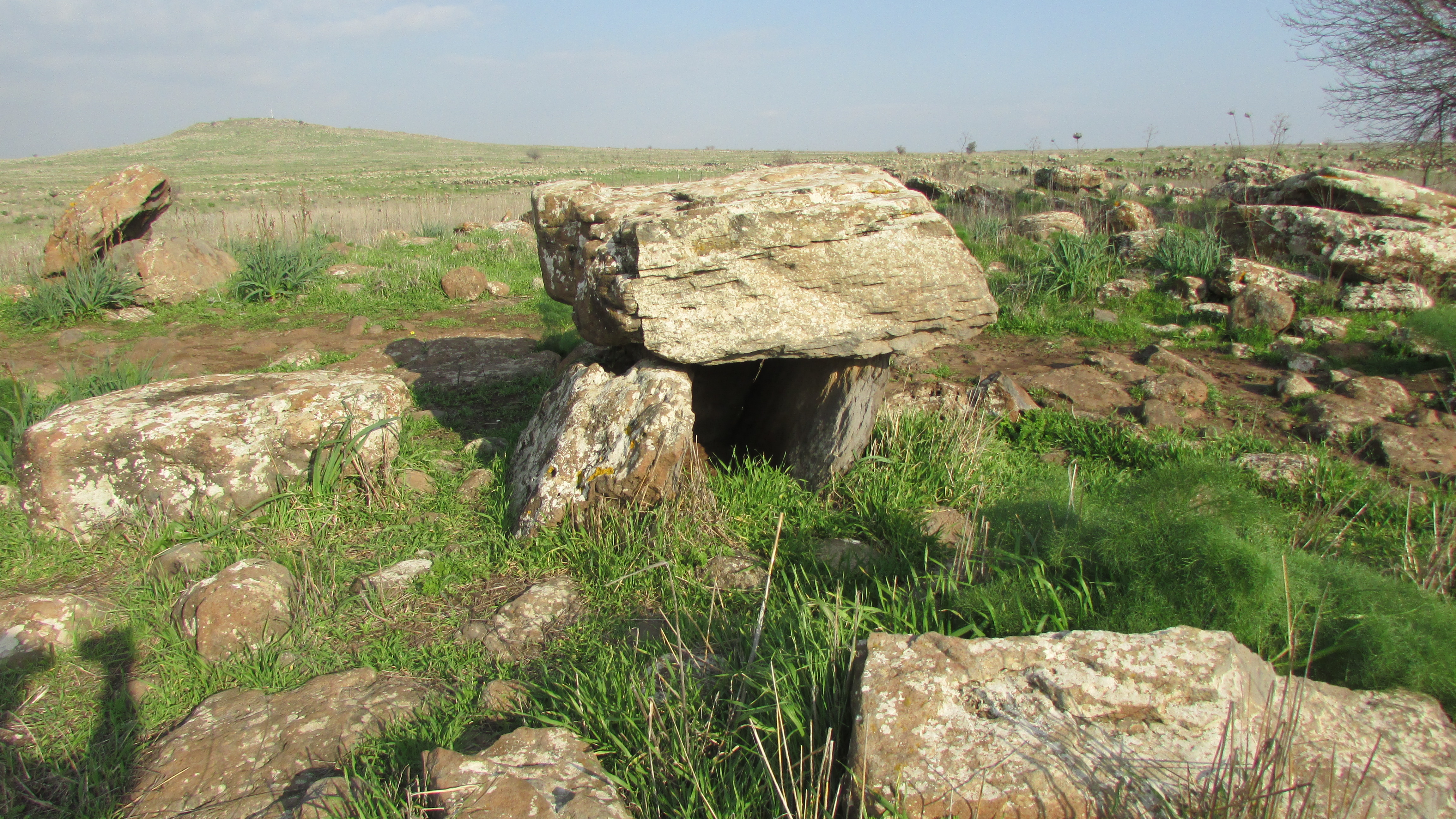
Dolmen à Gamla (Plateau du Golan).

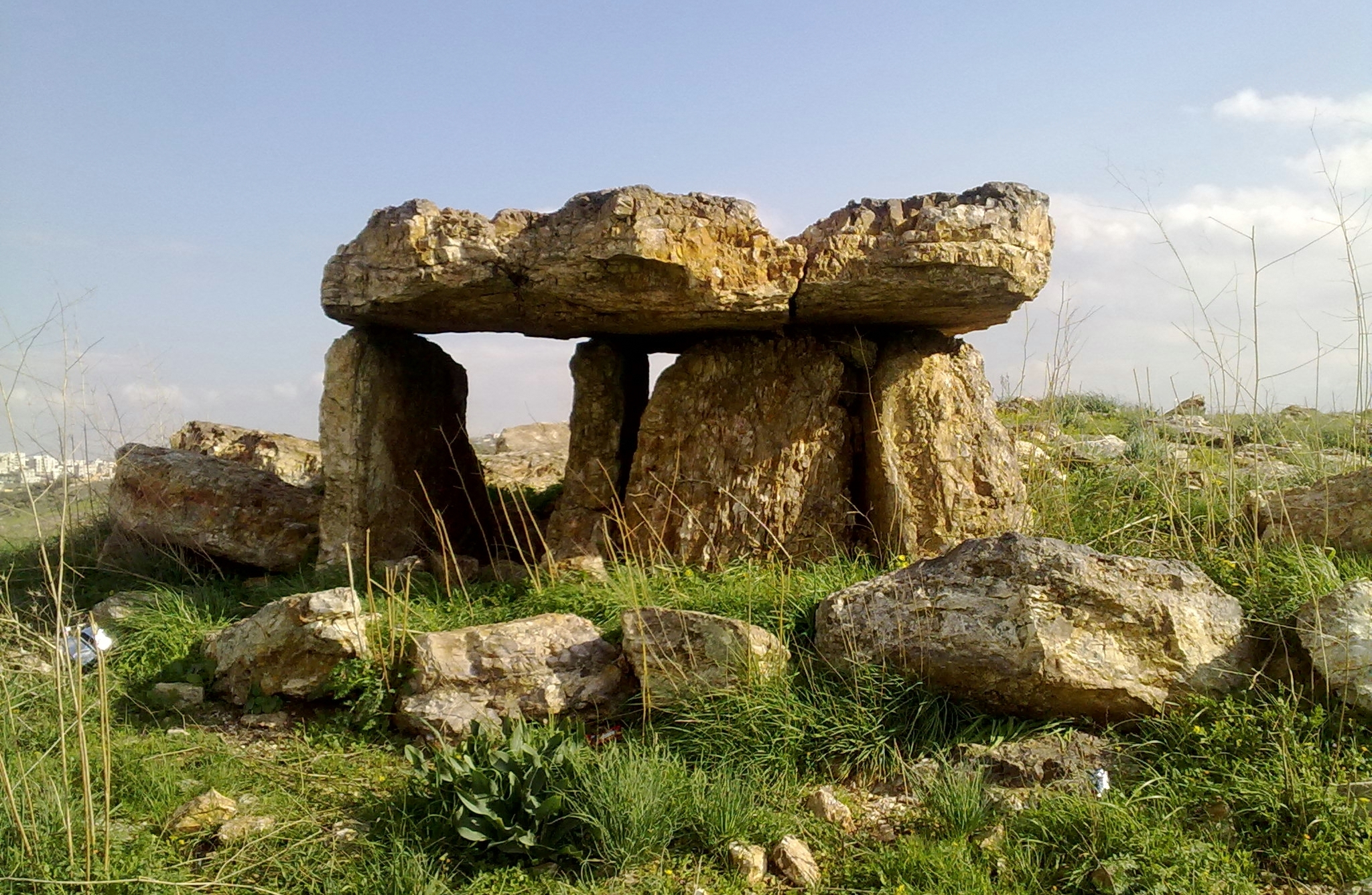
Dolmen à Johfiyeh (Jordanie).

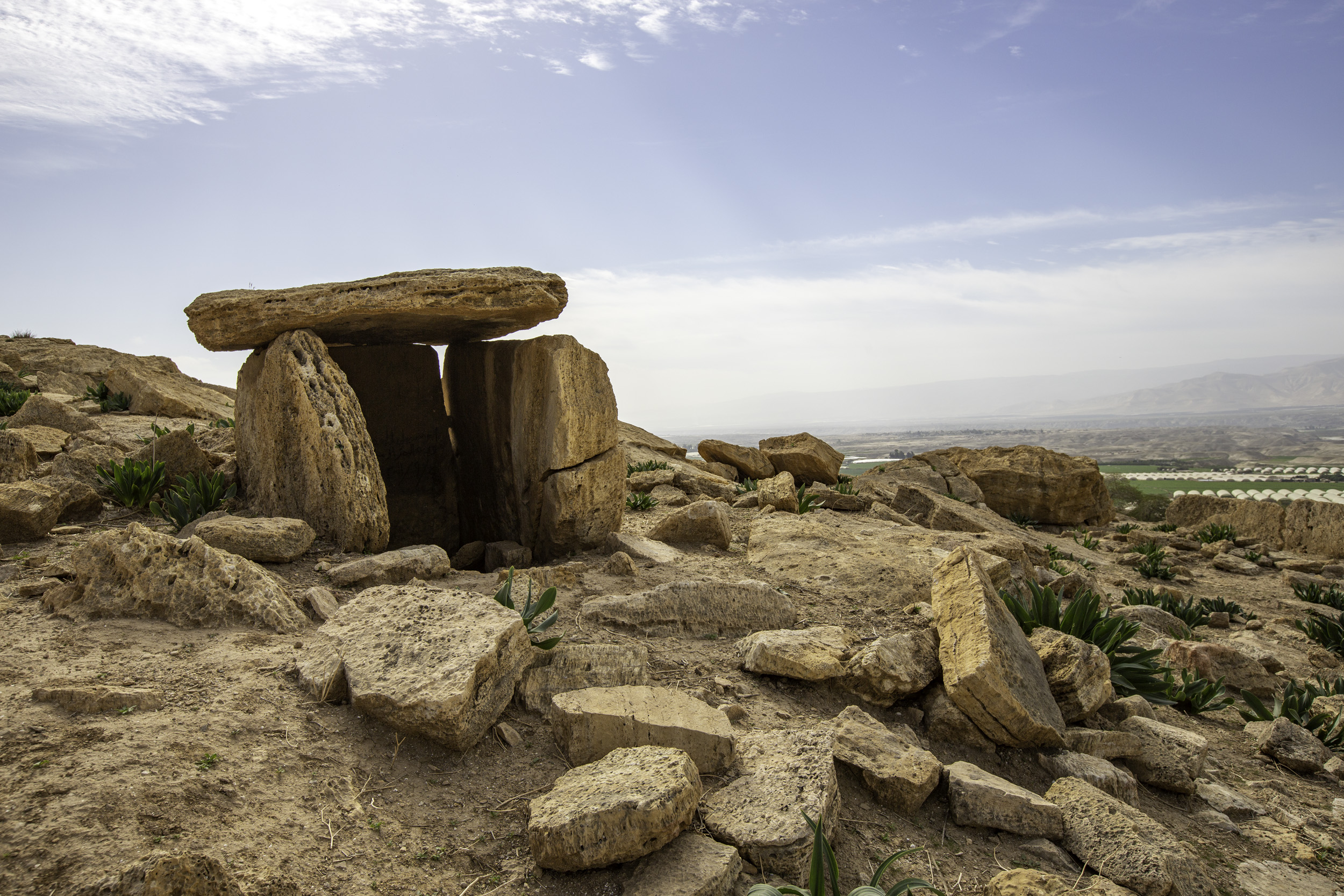
Dolmen à Damiya (Jordanie).

## Répartition géographique
Les monuments funéraires sont concentrés sur une zone géographique, large au plus d'une centaine de kilomètres,  depuis Alep jusqu'à la Mer Morte, le long du Jourdain, du Litani et de l'Oronte. En dehors de ces espaces, trois ensembles de distinguent sur le piémont oriental du Djebel el Arab, au sud de la plaine de Damas et dans le Akkar libanais. L'ensemble regroupe plus de 80 sites (2 dans le Néguev, 6 à 10 en Judée-Samarie, 5 en haute Galilée, 3 dans la plaine de la Bekaa, 20 dans le Golan, 27 dans l'Ajlun et la plaine d'Irbid, 10 dans le centre et le sud de la vallée du Jourdain, 2 au sud de Damas). Ces sites regroupent généralement de un à une dizaine de monuments mais des nécropoles très denses peuvent concentrer entre une centaine un millier de monuments (vallée du Jourdain, collines de l'Aljun, plateau du Golan), soit environ 5 400 monuments. Compte tenu des destructions, le nombre total de monuments pourrait avoir atteint 7 à 8000 édifices.
Les monuments funéraires ont été édifiés sur des hauteurs (vallée du Jourdain) en rebord de plateau (Golan), principalement sur la rive orientale et plus rarement sur la rive occidentale (Jourdain) des parties supérieures des cours d'eau. Quand les implantations correspondent au cours médian dun fleuve, il s'agit de sites en hauteur, dominant leur vallée. D'une manière générale, ces sites correspondent aux zones de transition situées entre la steppe et les régions cultivables, près d'une ressource en eau (sources, cours d'eau). Seules deux exceptions sont connues : la nécropole de Djebel Mutawwaq et celle de Gamla (plateau du Golan).
Les nécropoles sont généralement implantées à distance des zones d'habitat, dans un rayon de moins d'un kilomètre, mais dans le Golan des tombes ont été implantées sur des vestiges d'habitats antérieurs.

## Datation
Historiquement, le mégalithisme du Proche-Orient, qui se caractérise notamment par grandes concentrations dolméniques a longtemps été considéré par certains spécialistes comme le berceau d’origine du mégalithisme d'où il se serait diffusé vers le monde méditerranéen puis vers l'Europe de l'Ouest. Les découvertes et les premières datations au radiocarbone réalisées dans les années 1950 en Europe et les travaux réalisés au Proche-Orient (notamment par Claire Epstein, Frank Braemer et Tara Steimer) ont contribué à déconnecter les deux phénomènes et à en inverser la chronologie.
Les datations sont longtemps restées incertaines en raison d'une insuffisance du matériel archéologique découvert lors des fouilles et des fréquentes réoccupations des sites. Désormais, notamment depuis les travaux menés dans les nécropoles du Golan (Vinitsky 1992), de Menjez au Liban (Steimer 1996) et de Jebel Mutawwaq en Jordanie (Fernandez-Tresguerres 1991), il est admis que les dolmens ont généralement été construit au Bronze ancien (2500 à 2000 av. J.-C.) mais beaucoup furent réutilisés ou reconstruits au  Bronze récent et à l'âge du Fer. Une datation au radiocarbone obtenue dans une tombe de Khirbet el Umbashi indique une période comprise entre 2491 et 2134 av. J.-C. Si la nécropole de Jebel Mutawwaq  a été occupée dès le milieu du IVe millénaire av. J.-C., pour autant la plupart des sites mégalithiques de Jordanie (Damiya, Ala Safat, Matabi, Umm al Quttein, Wadi Yabis, Tell al-'Umayri) ne seront construits que vers le début du IIIe millénaire av. J.-C., quant aux grandes nécropoles du Golan (Rujm el-Hiri, Deir Sras, Q. Qara, Batra) et de Menjez (Liban), elles sont attribuées au Bronze ancien (entre le dernier quart du IIIe millénaire av. J.-C. et le premier quart du IIe millénaire av. J.-C.).

## Architecture
Au sein des nécropoles, on n'observe pas d'organisation particulière mais quelques concentrations, dont la nature (familiale, sociale, sexuelle) n'a pu être déterminée. Les nécropoles sont généralement implantées à distance des zones d'habitat, dans un rayon de moins d'un kilomètre, mais dans le Golan des tombes ont été implantées sur des vestiges d'habitats antérieurs.
L'architecture des monuments funéraires est assez homogène, presque monotone. Ces tombes ont été édifiées sur de petites terrasses et recouvertes d'un tumulus toujours circulaire, d'un diamètre moyen de 5 à 6 m, hormis sur les sites de Khirbet el Umbashi (98% de tumuli quadrangulaires) et Menjez (45% de tumuli quadrangulaires).  Les tumuli ne sont eux-mêmes pas très élevés et ne recouvrent généralement qu'une seule tombe, exceptionnellement plusieurs (Khirbet el Umbashi, Ajlun, vallée du Jourdain). Les tombes sont indifféremment orientées nord-sud (moyenne vallée du Jourdain) ou est-ouest (basse vallée du Jourdain, région d'Irbid).
Ce ne sont pas des édifices monumentaux. Les chambres sont de forme quadrangulaire ou arrondie et leur taille varie (entre 2 m2 et 60 m2 ), la tombe moyenne mesure 4 m de large sur 6 m de long. Dans le Golan, les dolmens sont plus effilés : plus de 3,50 m de long en moyenne sur 1 m de large. En dehors des cas de caveaux superposés (Damiya, Ala Safat, Tell el-Umayri) qui peuvent atteindre 3 m de hauteur et plus, la plupart des chambres ne dépassent pas 1,50 m de hauteur et correspondent à des architectures simples de type trilithe ou avec un nombre de dalles, orthostates et tables cumulés, relativement faible : 3 à 4 le plus souvent, éventuellement 5 (Golan), exceptionnellement jusqu'à une vingtaine. Les murs sont constitués d'orthostates ou de murets en moellon, ou d'une combinaison des deux. La couverture est généralement horizontale, constituée d'une unique table (vallée du Jourdain) ou de plusieurs tables (Ajlun, Golan), parfois en encorbellement (Golan, Menjez, Batra, Yahudiya). Dans le cas des caveaux superposés, les « étages » étaient séparés par une dalle ou un plancher en bois (Tell el-Umayri). La chambre est généralement édifiée au-dessus du sol, quelques-unes ont été plus ou moins enterrées. Les aménagements internes sont rares : pavage au sol (Golan, Menjez, vallée du Jourdain) ou sol rocheux régularisé (Khirbet el Umbashi).
Lorsque les tumuli ont été détruits, il est difficile de savoir comment on accédait à la chambre mais lorsqu'ils ont été conservés, deux types d'accès ont été mis en évidence. Dans le Golan, les chambres sont excentrées par rapport à leur tumulus et l'un des côtés tangente le bord extérieur de celui-ci : on suppose dès lors que la chambre était fermée par une dalle latérale ou un petit tas de pierre. À Khirbet el Umbashi, l'accès à la chambre se faisait par le haut de l'édifice qui devait donc être recouvert d'une dalle de fermeture. Dans d'autres cas, l'existence d'une « porte » à part entière est attestée : dolmens du sud de la vallée du Jourdain comportant une dalle en façade percée d'un hublot (d'environ 0,50 m de côté), dalles à angles coupés (Matabi, Adeimah). On ignore les raisons de cette différenciation dans le mode d'ouverture.

## Pratiques funéraires
Ce sont essentiellement des tombes collectives destinées à recevoir des inhumations successives. La pratique de l'incinération n'est attestée que de manière très marginale à Damiya, Umm el Quttein et dans la vallée du Jourdain. Les corps ont été inhumés en position allongée ou fléchie, les ossements ont été découverts en connexion ou dispersés (cas des réductions). Adultes et enfants sont associés dans les mêmes tombes. Les vestiges osseux d'animaux (moutons) découverts avec les corps peuvent correspondre soit à des offrandes, soit à des restes de repas funéraires. Le mobilier archéologique retrouvé est assez pauvre : quelques vases, des armes et peu d'éléments de parure.
Au Bronze ancien, les pratiques funéraires sont diverses, les tombes mégalithiques, les grottes sépulcrales souvent artificielles et les tombes à puits coexistent mais les sépultures mégalithiques se distinguent par un mobilier céramique moins abondant et un nombre d'inhumations qui ne dépasse pas la vingtaine d'individus. Il est vraisemblable que le mégalithisme funéraire ne soit pas alors la pratique funéraire dominante. Les grandes concentrations de tombes en nécropoles doivent résulter plus d'une continuité d'utilisation au travers des âges que d'une concentration de la population. Leur localisation géographique, en dehors des zones cultivables, pourrait correspondre à des pratiques funéraires appartenant une population de type pastoral, très mobile, dont les sites mégalithiques ne seraient que des marqueurs territoriaux réutilisés et ritualisés sur plusieurs générations.